# Jimmi Simpson
James Raymond Simpson (nascido em 21 de novembro de 1975) é um ator Americano. Ele é conhecido por seu trabalho na televisão, o que inclui: It's Always Sunny in Philadelphia, O Late Show com David Letterman, Psych, Breakout Kings, House of Cards, Hap e Leonard, Westworld, Black Mirror, e sem solução.
Seus filmes créditados incluem: Perdedor, Herbie: Fully Loaded, Zodíaco, A Invenção da Mentira, a Noite de hoje, Abraham Lincoln: Caçador de Vampiros, Casa Branca para Baixo, e Sob a Silver Lake.

## Início da vida
Simpson nasceu e foi criado em Hackettstown, Nova Jersey, o mais novo de três irmãos.
Depois de formar-se a partir de Bloomsburg University com uma Licenciatura em teatro, atuou por quatro temporadas no Williamstown Theatre Festival , em Massachusetts.

## Carreira
Em 2000, Simpson fez seu filme de estreia, na comédia adolescente Perdedor, dirigido por Amy Heckerling. Este foi seguido por vários papéis na televisão, incluindo a minissérie de Stephen King Rosa Vermelha, e aparições em 24, NYPD Blue, Cold Case, e Carnivàle. Subsequente aparições nos filmes Herbie: Fully Loaded, com Lindsay Lohan (2005); Seraphim Falls, com Liam Neeson (2006); e no aclamado filme de David Fincher Zodíaco (2007).
A partir de 2008, Simpson fez várias participações especiais como Lyle, no Late Show with David Letterman. Durante esse tempo, ele também apareceu em episódios de CSI: Crime Scene Investigation, o Meu Nome é Earl, Casa, e de Psicologia; e teve papéis em filmes como A Invenção da Mentira, dirigido por Ricky Gervais (2009), e a Noite de hoje, com Steve Carell (2010).
Outros créditos notáveis incluem a série de TV de comédia É Sempre Ensolarado, na Filadélfia, em que ele apareceu ao longo de várias temporadas como Liam McPoyle, e a série da A&E Breakout Kings, onde ele atuou como Lloyd Lowery.
A partir de 2012, Simpson apareceu em filmes como Abraham Lincoln: Caçador de Vampiros, A Verdade Sobre Emanuel, e O Ataque. Em seguida, ele apareceu como Gavin d'Orsay, um personagem recorrente, na série da Netflix House of Cards (2014-15). Por isso, Simpson—junto com o resto do elenco principal—foi nomeado por duas vezes para o Screen Actors Guild Award de melhor Desempenho por um Conjunto em uma Série de Drama.
Em 2016, Simpson apareceu com James Purefoy na primeira temporada de SundanceTV's Hap e Leonard. Nesse mesmo ano, ele apareceu em um papel principal na primeira temporada da série da HBO Westworld. Seu retrato de William—um visitante de Westworld; um futurista parque de diversões temático do Oeste Selvagem preenchidos por andróides—foi descrito como "fascinante" pela Variety. No ano seguinte, foi anunciado que Simpson iria retornar para a segunda temporada.
Em 2017, Simpson estrelou em "USS Callister", o primeiro episódio da quarta temporada de Charlie Brooker's aclamado antologia da série, Black Mirror. Por sua atuação, recebeu uma indicação para a Academia Britânica de Televisão Prêmio de Melhor Ator coadjuvante.

## Vida pessoal
Simpson conheceu a atriz Melanie Lynskey em 2001, quando ambos apareceram na Rosa Vermelha. O par se envolveu, em 2005, e se casaram em 14 de abril de 2007, em uma capela perto de Queenstown, Nova Zelândia.
Lynskey pediu o divórcio de Simpson em 25 de setembro de 2012, citando diferenças irreconciliáveis. O divórcio foi finalizado em 23 de Maio de 2014.

## Filmografia

### Filme
| Year | Title                            | Role             | Notes      |
| ---- | -------------------------------- | ---------------- | ---------- |
| 2000 | Loser                            | Noah             |            |
| 2001 | Slo-Mo                           | Alex             | Short film |
| 2003 | The Academy                      | Short film       |            |
| 2004 | D.E.B.S.                         | Scud             |            |
| 2005 | Herbie: Fully Loaded             | Crash            |            |
| 2006 | Stay Alive                       | Phineus          |            |
| 2007 | Seraphim Falls                   | Big Brother      |            |
| 2007 | Itty Bitty Titty Committee       | Chris            |            |
| 2007 | Zodiac                           | Old Mike Mageau  |            |
| 2007 | Final Draft                      | Chad             |            |
| 2008 | A Quiet Little Marriage          | Jackson          |            |
| 2009 | The Mother of Invention          | Martin Wooderson |            |
| 2009 | The Invention of Lying           | Bob              |            |
| 2009 | Taking Chances                   | Charlie Cabonara |            |
| 2010 | Miss This at Your Peril          | Frank Corral     | Short film |
| 2010 | Good Intentions                  | Kyle             |            |
| 2010 | Date Night                       | Armstrong        |            |
| 2011 | The Big Bang                     | Niels Geck       |            |
| 2011 | The Death and Return of Superman | Mad Scientist    | Short film |
| 2012 | Wake                             | Jimmi            | Short film |
| 2012 | Tracer Gun                       | Ben              | Short film |
| 2012 | Hello I Must Be Going            | Phil             |            |
| 2012 | Abraham Lincoln: Vampire Hunter  | Joshua Speed     |            |
| 2013 | The Truth About Emanuel          | Arthur           |            |
| 2013 | White House Down                 | Skip Tyler       |            |
| 2013 | Knights of Badassdom             | Ronnie Kwok      |            |
| 2014 | The Last Time You Had Fun        | Jake             |            |
| 2015 | Gravy                            | Stef             |            |
| 2018 | Under the Silver Lake            | Allen            |            |

### Tv
| Year      | Title                             | Role                          | Notes                                     |
| --------- | --------------------------------- | ----------------------------- | ----------------------------------------- |
| 2002      | Rose Red                          | Kevin Bollinger               | 3 episodes                                |
| 2002      | The Division                      | Sean Townsend                 | Episode: "Forgive Me, Father"             |
| 2002      | 24                                | Chris                         | 3 episodes                                |
| 2003      | NYPD Blue                         | Mike                          | Episode: "Bottoms Up"                     |
| 2003      | Cold Case                         | Ryan Bayes                    | Episode: "Churchgoing People"             |
| 2005      | Carnivàle                         | Lee                           | 2 episodes                                |
| 2005–2013 | It's Always Sunny in Philadelphia | Liam McPoyle                  | 7 episodes                                |
| 2006      | My Name Is Earl                   | David Hayes                   | 2 episodes                                |
| 2007      | Girltrash!                        | Valentine                     | 1 episode                                 |
| 2008      | Eleventh Hour                     | Will Sanders                  | Episode: "Resurrection"                   |
| 2008      | CSI: Crime Scene Investigation    | Thomas Donover                | 2 episodes                                |
| 2008–2009 | Late Show with David Letterman    | Lyle the intern               | 15 episodes                               |
| 2009      | House                             | Father Daniel Bresson         | Episode: "Unfaithful"                     |
| 2009      | Virtuality                        | Virtual Man                   | Pilot                                     |
| 2009–2013 | Psych                             | Mary Lightly                  | 5 episodes                                |
| 2010      | Party Down                        | Jackal Onassis / Dennis       | Episode: "Jackal Onassis Backstage Party" |
| 2011      | How I Met Your Mother             | Pete Durkenson                | Episode: "The Naked Truth"                |
| 2011–2012 | Breakout Kings                    | Lloyd Lowery                  | 23 episodes                               |
| 2013      | Unsupervised                      | Matthew / Dean Jacobs (voice) | Episode: "The Great Traveler's Road"      |
| 2013–2016 | Person of Interest                | Logan Pierce                  | 2 episodes                                |
| 2014–2015 | House of Cards                    | Gavin Orsay                   | 17 episodes                               |
| 2014      | The Newsroom                      | Jack Spaniel                  | 3 episodes                                |
| 2016      | Hap and Leonard                   | Soldier                       | 6 episodes                                |
| 2016–2020 | Westworld                         | William                       | 12 episodes                               |
| 2016      | This Is Us                        | Andy Fanning                  | Episode: "Last Christmas"                 |
| 2017      | Psych: The Movie                  | Mary Lightly                  | Television film                           |
| 2017      | Wormwood                          | CIA Agent                     | Unknown episodes                          |
| 2017      | Black Mirror                      | James Walton                  | Episode: "USS Callister"                  |
| 2018      | Unsolved                          | Detective Russell Poole       | 10 episodes                               |

### Jogos de vídeo
| Ano  | Título                  | Voz papel                      |
| ---- | ----------------------- | ------------------------------ |
| 2008 | Wanted: weapons of Fate | Wesley "O Assassino II" Gibson |

## Prêmios e indicações
| Ano  | Associação                              | Categoria                                                                              | Trabalho                                 | Resultado |
| ---- | --------------------------------------- | -------------------------------------------------------------------------------------- | ---------------------------------------- | --------- |
| 2008 | Teatro Do Mundo De Prêmios              | Theatre World Award"                                                                   | A Invenção Farnsworth                    | Ganhou    |
| 2013 | Ashland Festival De Cinema Independente | Melhor Agir Ensemble                                                                   | A Verdade Sobre Emanuel                  | Ganhou    |
| 2015 | O Screen Actors Guild Awards            | O Screen Actors Guild Award de melhor Desempenho por um Conjunto em uma Série de Drama | House of Cards                           | Nomeado   |
| 2016 | O Screen Actors Guild Awards            | O Screen Actors Guild Award de melhor Desempenho por um Conjunto em uma Série de Drama | House of Cards                           | Nomeado   |
| 2017 | O Screen Actors Guild Awards            | O Screen Actors Guild Award de melhor Desempenho por um Conjunto em uma Série de Drama | Westworld                                | Nomeado   |
| 2018 | BAFTA TV Awards                         | British Academy Television Award para Melhor Ator coadjuvante                          | Black Mirror (Episódio: "USS Callister") | Nomeado   |